# Chalcostephia
Chalcostephia flavifrons
Genre
Espèce
Statut de conservation UICN

 LC (IUCN 3.1) : Préoccupation mineure
Chalcostephia est un genre de la famille des Libellulidae appartenant au sous-ordre des anisoptères dans l'ordre des odonates. Il ne comprend qu'une seule espèce : Chalcostephia flavifrons. Il est connu sous les noms communs de yellowface et inspector. Il est originaire d'Afrique centrale, où il a une distribution étendue. Cette libellule vit dans des habitats marécageux. Il est affecté par le drainage et la remise en état des marais pour l'agriculture, mais il n'est pas considéré comme menacé.

## Description
Chalcostephia flavifrons est une espèce de libellule assez petite, avec une longueur de l'aile postérieure de 24 à 29 mm. Le mâle adulte mature est de couleur gris bleuâtre et pruineux (recouvert d'un saupoudrage de particules de cire sur le dessus de la cuticule). La femelle adulte et le mâle nouvellement émergé sont foncés avec des bandes jaunes audacieuses. Les mâles et les femelles se distinguent des autres espèces similaires par leur face jaune contrastant avec les front vert métallique aplaties (avant de la tête). Les ailes membraneuses et veinées sont transparentes à l'exception des ptérostigmates, un petit groupe de cellules épaissies au bord d'attaque des extrémités des ailes, qui ont des centres pâles et des bords sombres.

## Distribution et habitat
Cette espèce a une distribution étendue sur l'Afrique tropicale et subtropicale, sub-saharienne. Son aire de répartition comprend l'Angola, le Bénin, le Botswana, le Burkina Faso, le Cameroun, la République centrafricaine, la République démocratique du Congo, la Guinée équatoriale, l'Éthiopie, le Gabon, la Gambie, le Ghana, la Guinée-Bissau, la Côte d'Ivoire, le Kenya, le Libéria, le Malawi, le Mali, l'Afrique du Sud, le Mozambique, la Namibie, le Nigéria, la République de Guinée, la République du Congo, le Rwanda, le Sénégal, la Sierra Leone, le Soudan du Sud, la Tanzanie, le Togo, l'Ouganda, la Zambie et le Zimbabwe. L'habitat convenable comprend des piscines temporaires et permanentes avec une végétation submergée ou émergente, des ruisseaux et des rivières, des canaux dans les marécages et les marais, les couloirs forestiers, les clairières et les zones ouvertes, y compris la savane et les zones arbustives. Il se produit généralement à des altitudes inférieures à 1 800 m et est plus fréquent en dessous de 900 m.

## Statut
Bien que C. flavifrons soit menacé par la destruction de son habitat par le drainage des terres humides qu'il affectionne pour la conversion à des fins agricoles, il a actuellement un large éventail. L'Union internationale pour la conservation de la nature a évalué son état de conservation à un niveau de préoccupation mineure.